# 嫩江路
嫩江路是中華人民共和國上海市楊浦區一條東西走向道路，分為彼此不相連的兩段。西段西至市光路與殷高東路相連，東至白城路。東段西起軍工路，東至黃浦江畔。黃浦江邊有东嫩线轮渡。道路始建於1968年。道路名稱來自於黑龍江省嫩江。西段沿途有上海體育學院、民星公園。東段沿途有共青森林公園和萬竹園。